# 1929

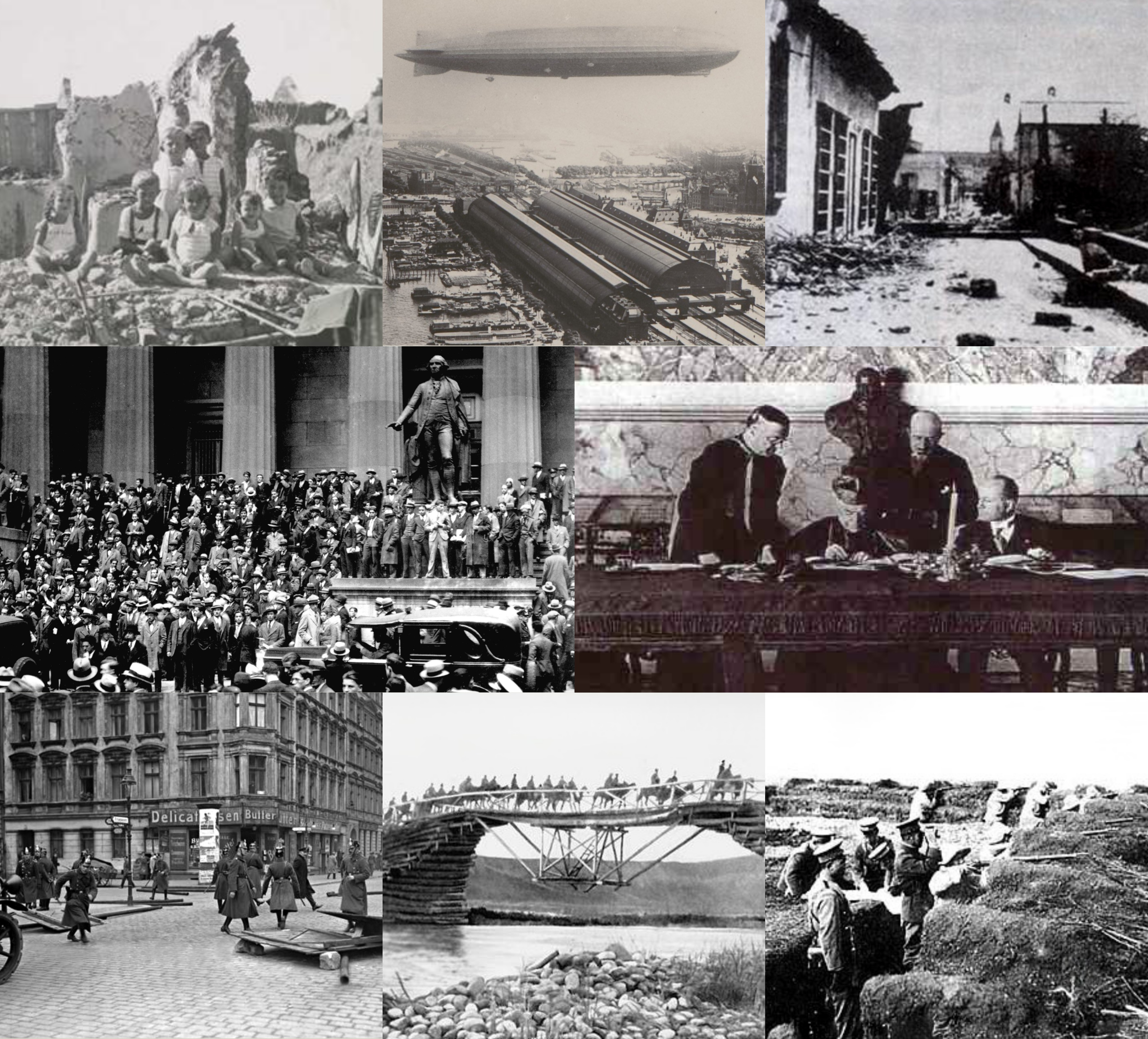

1929 (MCMXXIX) là một năm thường bắt đầu vào Thứ ba của lịch Gregory, năm thứ 1929 của Công nguyên hay của Anno Domini, the năm thứ 929  của thiên niên kỷ 2, năm thứ 29  của thế kỷ 20, và năm thứ  10  và cuối cùng của thập niên 1920. 

## Sự kiện

### Tháng 1
- 10 tháng 1: Trương Học Lương dụ giết Dương Vũ Đình, Thường Ấm Hòe

### Tháng 3
- 27 tháng 3: bùng phát nội chiến giữa Tưởng Giới Thạch và Lý Tông Nhân
- 29 tháng 3: Trung Hoa Dân Quốc thoa hiệp với Nhật Bản

### Tháng 5
- 1 tháng 5: Đại hội lần thứ nhất của hội Việt Nam cách mạng thanh niên họp tại Hương Cảng
- 5 tháng 5: Áo Giai bùng phát chiến tranh.

### Tháng 6
- 17 tháng 6: Thành lập Đông Dương Cộng sản Đảng

### Tháng 8
- 1 tháng 8: Tại Thượng Hải thành lập phản đế đại hội đồng.

### Tháng 11
- 6 tháng 11: Tưởng Giới Thạch công đánh Phùng Ngọc Tường bất lợi

## Sinh

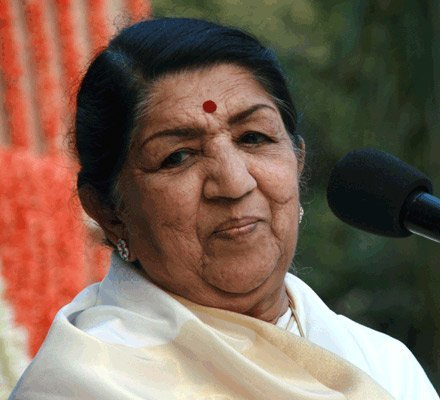
Lata Mangeshkar

### Tháng 3
- 22 tháng 3: P. Ramlee, diễn viên Malaysia (m. 1973)

### Tháng 4
- 17 tháng 4: James Last, nhà soạn nhạc người Đức

### Tháng 5
- 5 tháng 5: Nhạc sĩ Văn An (m. 2011)
- 29 tháng 5: Đỗ Quốc Sam (mất 2010), Giáo sư, Tiến sĩ Khoa học, nguyên Đại biểu Quốc hội Việt Nam, nguyên Ủy viên Ban Chấp hành Trung ương Đảng Cộng sản Việt Nam, Bộ trưởng đầu tiên của Bộ Kế hoạch và Đầu tư Việt Nam

### Tháng 6
- 12 tháng 6: Anne Frank, nhà văn, tác giả hồi ký người Đức gốc Do Thái (m. 1945)

### Tháng 9
- 28 tháng 9: Lata Mangeshkar, ca sĩ và nhà soạn nhạc người Ấn Độ. (m .2022)

### Tháng 10
- 22 tháng 10: Lev Yashin, cầu thủ bóng đá người Liên Xô (m. 1990)

### Tháng 11
- 20 tháng 11: Milkha Singh, vận động viên điền kinh người Ấn Độ (m. 2021)

### Không rõ ngày, tháng
- Tiêu Lang (Nguyễn Văn Lộc), nghệ sĩ cải lương người Việt Nam, thân phụ của nghệ sĩ nhân dân Như Quỳnh (m. 2025)[1]

## Mất

### Tháng 8
- 7 tháng 8 – Nguyễn Phúc Nhu Hòa, phong hiệu Đa Lộc Công chúa, công chúa con vua Minh Mạng (s. 1836).

### Tháng 11
- 27 tháng 11 - Nguyễn Sinh Sắc, bố của Hồ Chí Minh (s.1862)

### Tháng 12
____________________________________________________

### Không rõ
- Không rõ – Nguyễn Phúc Nhu Nghi, phong hiệu Xuân Lai Công chúa, công chúa con vua Minh Mạng (s. 1833).
- Không rõ – Lê Văn Huân (s. 1876).

## Giải Nobel
- Vật lý - Prince Louis-Victor Pierre Raymond de Broglie
- Hóa học - Arthur Harden, Hans Karl August Simon von Euler-Chelpin
- Y học - Christiaan Eijkman, Sir Frederick Gowland Hopkins
- Văn học - Thomas Mann
- Hòa bình - Frank Billings Kellogg